# ليون إير الرحلة 904
الرحلة 904 ليون أير كانت رحلة ركاب محلية مجدولة من مطار حسين ساسترانيغارا الدولي في باندونغ إلى مطار نجوراه راي الدولي في بالي في إندونيسيا. في 13 أبريل 2013 تحطمت طائرة بوينج 737-800 في المياه دون هبوطها في مدرج بينما كانت تقترب من الهبوط. نجا جميع الركاب البالغ عددهم 101 راكبا و7 من أفراد الطاقم من الحادث. وقع الحادث حوالي الساعة 3:10 مساءً على بعد حوالي 0.6 نمي (1.1 كم) من السور البحري الذي يحمي عتبة المدرج 09. انقسم جسم الطائرة إلى قسمين وأصيب 46 شخصًا، 4 منهم في حالة خطيرة.
كشف تقرير التحقيق النهائي عن العديد من النتائج، بما في ذلك قرار الطاقم بالاستمرار في الاقتراب على الرغم من الظروف الجوية السيئة، متجاوزًا النقطة التي يستلزم فيها الإجراء القياسي للهبوط. علاوة على ذلك، بدأت محاولة تنفيذ الدوران لمنع اصطدام الطائرة بالبحر بعد فوات الأوان. الجدير بالذكر أنه لم يتم الإبلاغ عن أي مشكلات تتعلق بالطائرة، حيث كانت جميع الأنظمة تعمل بشكل طبيعي طوال الرحلة.

## الطائرة
الطائرة التي تعرضت للحادث هي من طراز بوينغ 737-8GP، ورقم تسجيلها PK-LKS، وهي مملوكة لشركة التأجير Avolon. استلمت بحالة جديدة من بوينغ من قبل شركة ماليندو إير التابعة لشركة ليون إير قبل أقل من شهرين من وقوع الحادث، في 21 فبراير 2013. نقلت بعد ذلك إلى شركة ليون إير الأم في مارس. كانت الطائرة في الخدمة لمدة تقل عن ستة أسابيع مع شركة Lion Air قبل وقوع الحادث. في وقت وقوع الحادث، كان لدى شركة ليون إير 16 طائرة أخرى من طراز بوينغ 737-800 في الأسطول.

## الطاقم والركاب
كان على متن الطائرة طياران و5 مضيفات، وعلى متن الطائرة 101 راكبًا، منهم 95 شخصًا بالغًا و5 أطفال ورضيعًا واحدًا. وكان من بين الركاب 97 من الجنسية الإندونيسية، وواحد من كل من فرنسا وبلجيكا واثنان من سنغافورة. ومن بين أفراد الطاقم هناك 6 مواطنين إندونيسيين، وواحد هندي.
قبطان الطائرة محلوب غزالي البالغ من العمر 48 عامًا هو مواطن إندونيسي، يعمل مع شركة ليون إير منذ عام 2013 ويتمتع بخبرة طيران تبلغ 15000 ساعة، بما في ذلك 6173 ساعة على وجه التحديد على متن طائرة بوينج 737. أما مساعد الطيار فهو مواطن هندي يدعى شيراج كالرا ويبلغ من العمر 24 عامًا ويتمتع بخبرة طيران تبلغ 1200 ساعة طيران، قضى منها 973 ساعة طيران بطائرة بوينغ 737.

## التحقيق
نشرت اللجنة الوطنية الإندونيسية لسلامة النقل تقريرًا أوليًا في 15 مايو 2013. أظهرت بيانات الرحلة أن الطائرة استمرت في الهبوط إلى ما دون الحد الأدنى لارتفاع النسب، والذي يبلغ طوله 142 مترًا (466 قدمًا). وجد التقرير أنه عند 270 مترًا (890 قدمًا) أبلغ الضابط الأول أن المدرج لم يكن مشاهدًا في الأفق. في حوالي 46 مترًا (151 قدمًا) صرح الطيار مجددًا أنه لا يمكنه رؤية المدرج. أظهرت بيانات الرحلة أن الطيارين حاولوا القيام بحركة في حوالي 6.1 أمتار (20 قدمًا)، لكنهم اتصلوا بسطح الماء بعد لحظات. قرار قائد الفريق جاء متأخرا جدا. الحد الأدنى لارتفاع العارية 737 تدور حوالي 15 م، حيث يتم فقدان 9 متر من الارتفاع عند تنفيذ المناورة. لم يكن هناك أي مؤشر على أن الطائرة عانت من أي عطل ميكانيكي. تم نشر تقرير نهائي في عام 2014.
في يناير عام 2017 قال بودي وسيسو رئيس وكالة المخدرات الوطنية الإندونيسية، أن طيار الرحلة 904 ليون أير كان تحت تأثير المخدرات وقت وقوع الحادث، وكان قد تهلل من أن البحر كان جزءًا من المدرج. يتعارض هذا الادعاء مع التصريح الذي أدلى به بعد الحادث من قبل وزارة النقل الإندونيسية، والذي قال إن الطيارين لم يثبتوا إصابتهم بالعقاقير.
وخلصت اللجنة الوطنية لسلامة النقل إلى أن مسار الرحلة أصبح غير مستقر دون الحد الأدنى لارتفاع الهبوط مع معدل نزول يتجاوز 1000 قدم في الدقيقة. يشير تحليل زاوية الطائرة مقابل قوة المحرك استنادًا إلى مسجل بيانات الرحلة «إلى أن المبدأ الأساسي المتمثل في تحليق الطائرات النفاثة لم يتم الالتزام به أثناء الطيران اليدوي.» فقد طاقم الرحلة الوعي بالأوضاع والمراجع البصرية عند دخول الطائرة في سحابة مطر خلال النهج النهائي دون ارتفاع النسب الدنيا. تم تنفيذ قرار القبطان وتنفيذه على ارتفاع لم يكن كافيًا لتنفيذه بنجاح. لم يتم تزويد الطيارين بمعلومات الطقس الدقيقة وفي الوقت المناسب بالنظر إلى الطقس في جميع أنحاء المطار وخاصة على النهج النهائي كان يتغير بسرعة.